# There goes my everything
There goes my everything is een lied geschreven door Dallas Frazier in 1965. Het lied gaat over een scheiding tussen twee geliefden:
There goes my reason for living
There goes the one of my dreams
There goes my only possession
There goes my everything.
De reden van scheiding blijft een mysterie.
Er verschenen tientallen covers van dit lied. De eerste die het volgens overlevering opnam was Ferlin Husky; het is dan omstreeks mei 1966. Het verscheen op diens album I could sing all night. Husky was in 1952 min of meer de ontdekker van Frazier. Daarna volgden onder meer Jack Greene, Engelbert Humperdinck en Sommerset. Nelly Byl zorgde voor een Nederlandstalige versie voor Will Tura. Voor zijn album Will Tura sings Elvis Presley kwam zij tot de titel Daar gaat m’n enige liefde. Marianne Weber nam het op onder de titel Liefste voor jou wil ik leven in een vertaling van Marinus Schreijenberg en Bernard Hartkamp voor het album Marianne Weber & Country.

## Jack Greene
Jack Greene was de eerste die succes had met dit nummer. Het haalde in negen weken notering slechts de 65e plaats in de Billboard Hot 100 (het bleef daar zijn enige notering). Echter in de specifieke countrylijst stond het zeven weken op de eerste plaats. Deze versie won diverse prijzen in de categorieën Single van het jaar, Lied van het jaar etc.

## Engelbert Humperdinck
Engelbert Humperdinck had meer succes. Zijn versie haalde in 7 weken notering de 20e plaats in de Billboard Hot 100. Hij kreeg echter ook succes in het Verenigd Koninkrijk. Aldaar stond hij 29 weken genoteerd met een 2e plaats als hoogste notering. Daarbij kwam dan ook succes in Nederland.
De single verkocht redelijk in Nederland en België. De Top 40 was toen de enige officiële lijst. In België was er nog geen officiële lijst, maar een samenstelling uit de diverse officieuze lijsten laat een 2e plaats als hoogste zien.

### Nederlandse Top 40
| Positie: | 35 | 30 | 23 | 20 | 26 | 27 | 36 | uit |

### NPO Radio 2 Top 2000
There goes my everything stond alleen in 1999 in de NPO Radio 2 Top 2000, op plek 1962.

## Elvis Presley
Eind 1970 bracht Elvis Presley de combinatie There goes my everything/I really don’t want to know uit op RCA Victor. Die combinatie haalde in de Verenigde Staten de 21e plaats; in Engeland een zesde. In Nederland en België was voor Presley geen succes met deze versie weggelegd.

## Sommerset
In Nederland was er een bescheiden succesje voor de muziekgroep Sommerset. Onder leiding van muziekproducent Jaap Eggermont namen zij hun versie op.

### Nederlandse Top 40
| Positie: | 37 | 33 | 33 | 39 | uit |